# Guisando
Guisando és un municipi de la província d'Àvila, a la comunitat autònoma de Castella i Lleó. Fins al 1780 formà part d'Arenas de San Pedro.

## Demografia
| 1991 | 1996 | 2001 | 2004 |
| ---- | ---- | ---- | ---- |
| 737  | 720  | 647  | 636  |